# Menahem Mendel Beilis
Menahem Mendel Beilis (en russe : Менахем Мендель Бейлис ; 1874-1934) est un juif ukrainien accusé d'avoir commis un crime rituel en 1911. Le procès, à l'issue duquel il est acquitté, déclenche une vague de critiques contre la politique antisémite de l'Empire russe.

## Contexte

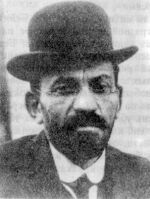
Menahem Beilis, dans les années 1910

Menahem Mendel Beilis est né dans une famille juive pieuse, mais lui-même n'a que peu de connaissances religieuses et travaille régulièrement pendant le chabbat ainsi que les jours de fête à l'exception de Roch Hachana et de Yom Kippour. En 1911, Beilis, cet ancien soldat et père de cinq enfants, est employé comme directeur dans la fabrique de briques Zaitsev à Kiev.
Le 12 mars 1911, un jeune ukrainien de treize ans, Andrei Yuchchinsky, disparaît sur le chemin de l'école. Huit jours plus tard, son corps mutilé est découvert dans une grotte, à proximité de la fabrique de briques.

Beilis et sa famille, vers 1910
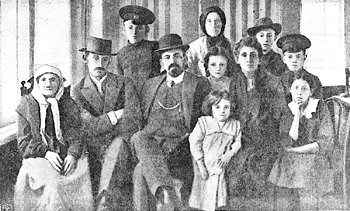
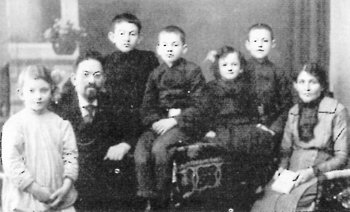

## Instruction du procès (1911-1913)

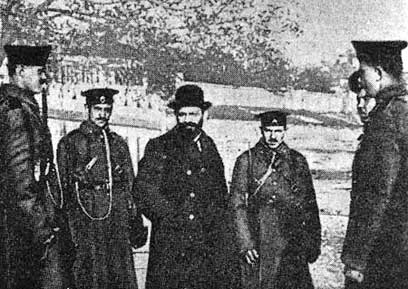
Beilis arrêté par la police tsariste

Beilis est arrêté le 21 juillet 1911, après qu'un allumeur de réverbères a attesté que le garçon a été enlevé par un juif. Un rapport soumis à l'empereur Nicolas II par les autorités judiciaires affirme que Beilis est le meurtrier de Yuchchinsky. 
Menahem Beilis passe plus de deux ans en prison dans l'attente de son procès. 
Pendant ce temps, une campagne antisémite malveillante est lancée par la presse tsariste contre la communauté juive, avec accusation de crime rituel. De nombreux intellectuels russes et ukrainiens écrivent pour dénoncer cette campagne et les fausses accusations contre les Juifs. Parmi eux : Maxime Gorki, Vladimir Korolenko, Alexandre Blok, Alexander Kuprin, Vladimir Vernadsky, Mykhaïlo Hrouchevsky, Pavel Milyukov, Alexander Koni. À l'étranger, Beilis obtient également des soutiens en les personnes d'Arthur Conan Doyle, Thomas Hardy, H. G. Wells, George Bernard Shaw et les archevêques de Canterbury et de York.

## Procès

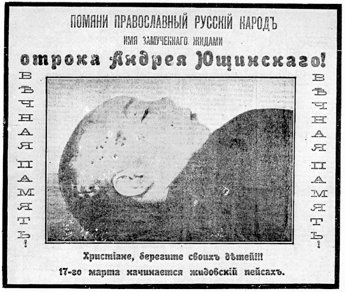
Tract antisémite distribué à Kiev avant le procès de Beilis, recommandant aux parents chrétiens de veiller sur leurs enfants durant la Pâque juive.

Le procès a lieu à Kiev du 25 septembre au 28 octobre 1913. Le procureur général A.I. Vipper fait une déclaration ouvertement antisémite dans son discours de clôture. 

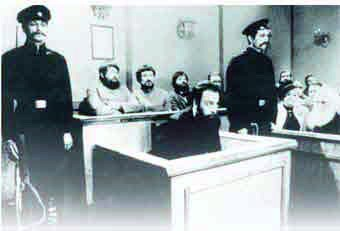
Beilis à son procès

L'accusation est composée des meilleurs juristes du gouvernement. Un des témoins de l'accusation, présenté comme « expert religieux » dans les rituels juifs est le prêtre catholique Justinas Pranaitis, venu spécialement de la ville lointaine de Tachkent. Il a été appelé en raison de son livre, datant de 1892, Le Talmud démasqué (future traduction française), ouvrage fallacieux et antijuif publié en latin avec l'imprimatur de l'archevêque métropolitain de Moguilev, dont les nombreuses inexactitudes et autres mensonges sont toujours cités de nos jours par les antisémites complotistes, Pranaitis atteste que le meurtre de Yuchchinsky est un rituel religieux, associant le meurtre du jeune garçon à un sacrifice - une imposture admise par de nombreux Russes de cette époque. Un autre témoin, présenté comme expert, est le professeur Sikorski de l'université de Kiev, psychologue médical, qui considère aussi le cas comme un « meurtre rituel ».

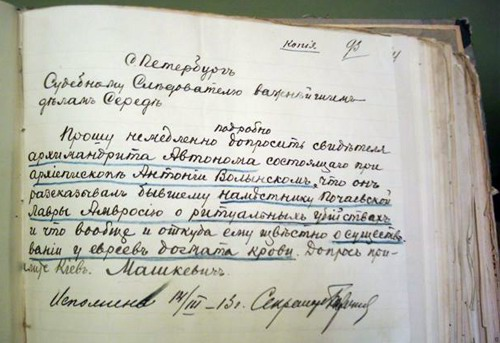
Missive de l'enquêteur N. Mashkevich, demandant que soit interrogé le « spécialiste en meurtres rituels juifs », l'archevêque Antoine de Volhynie, 14 mars 1913

 Grâce au concours de la communauté juive, Beilis est représenté par les plus fameux avocats de Moscou, de Saint-Pétersbourg et de Kiev : Vasily Maklakov, Oscar Grusenberg, N. Karabchevsky, A. Zarundy, D. Grigorovitch-Barsky, Arnold Margolin. Deux éminents professeurs russes Troitsky et Kokovtzov, parlent au nom de la défense et font l'éloge des valeurs juives et démontent les contrevérités de l'accusation, tandis que le philosophe Alexander Glagolev, chrétien orthodoxe, professeur au séminaire théologique de Kiev, affirme que : « la loi de Moïse interdit de répandre le sang humain et d'utiliser du sang dans l'alimentation cacher ».

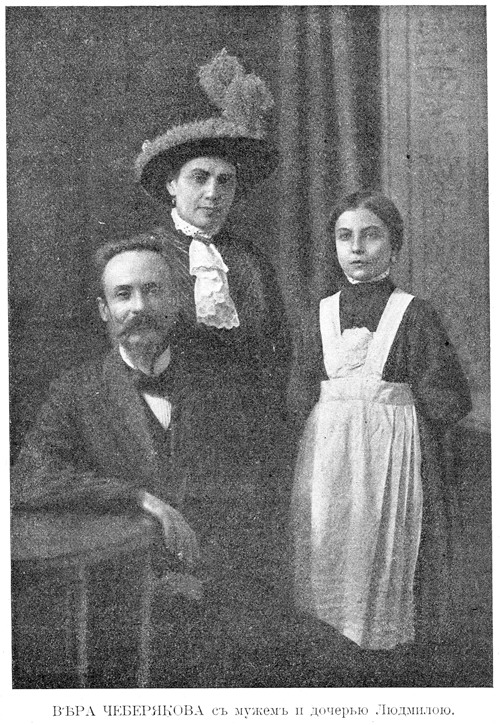
Vera Cheberyak (véritable meurtrière d'A. Yuchchinsky) avec son mari Vasily et sa fille Lyudmila

Durant son contre-interrogatoire, Pranaitis, le supposé expert en Talmud, se ridiculise en montrant son incapacité à définir des mots ou concepts simples de la littérature juive.
L'allumeur de réverbères, sur le témoignage duquel repose toute l'accusation de Beilis, avoue avoir été embrouillé par l'Okhrana, la police politique secrète. Après une délibération qui dure plusieurs heures, le jury, composé uniquement de chrétiens d'origine paysanne, acquitte Beilis. Parmi le jury, il n'y a aucun représentant de l'intelligentsia[réf. nécessaire].
La presse libérale révèle alors que dès le début de l'enquête, la police avait réussi à déterminer que le matin de sa disparition, Andrei Yuchchinsky avait décidé de faire l'école buissonnière et de rendre visite à son ami, Génia Tchébériak à Lukianovka. La mère de Génia (Zhenya), Vera Cheberyak était connue de la police comme faisant partie d'une bande de voleurs comme receleuse et avait très rapidement été soupçonnée du meurtre. Quelques années avant, elle avait aveuglé son amant, un accordéoniste français, avec de l'acide sulfurique, mais avait échappé aux sanctions. La rumeur avait même circulé que Vera Cheberyak avait profité du pogrom de 1905 pour piller des quantités fabuleuses de biens, profitant du désordre.
Pour sa part, l'officier de police P. N Lyubimov indique dans son compte-rendu d'observation que les défenseurs de Beilis et autres « serviteurs sont tout aussi obéissants des Juifs ».
Le tsar de Russie Nicolas II, qui sera assassiné avec sa famille cinq ans plus tard par les Bolcheviks, en 1918, déclare : « Il est certain qu'il existe un rituel (juif) d'assassinat. Mais je suis heureux que Beilis ait été acquitté car il est innocent ».

## Après le procès
Le procès Beilis est suivi dans le monde entier et les polices russes sont sévèrement critiquées. 
L'affaire Beilis est souvent comparée à l'affaire Leo Frank, dans laquelle un Juif américain, directeur d'une fabrique de crayons d'Atlanta, est accusé du viol et de l'assassinat de la jeune Mary Phagan, âgée de 12 ans, et lynché en 1915 par la foule, après que sa sentence a été commuée en prison à vie. 

Après la fin de son procès, Beilis devient une grande célébrité. Une indication de l'étendue de sa gloire est la citation suivante : « Quiconque voulait voir les grandes stars de la scène yiddish de New York, le week-end de Thanksgiving en 1913, avait trois possibilités : Mendel Beilis au "Dewey Theater" de Jacob Adler, Mendel Beilis au "National Theater" de Boris Thomachefsky ou Mendel Beilis au "Second Avenue Theater" de David Kessler »,. Beilis est régulièrement interviewé et publie à compte d'auteur un récit de ce qu'il a vécu intitulé The Story of My Souffrances, rédigé en yiddish (éditions de 1925 et 1931) ; le livre est traduit ensuite en anglais (1926, 1992 et 2011) et en russe.

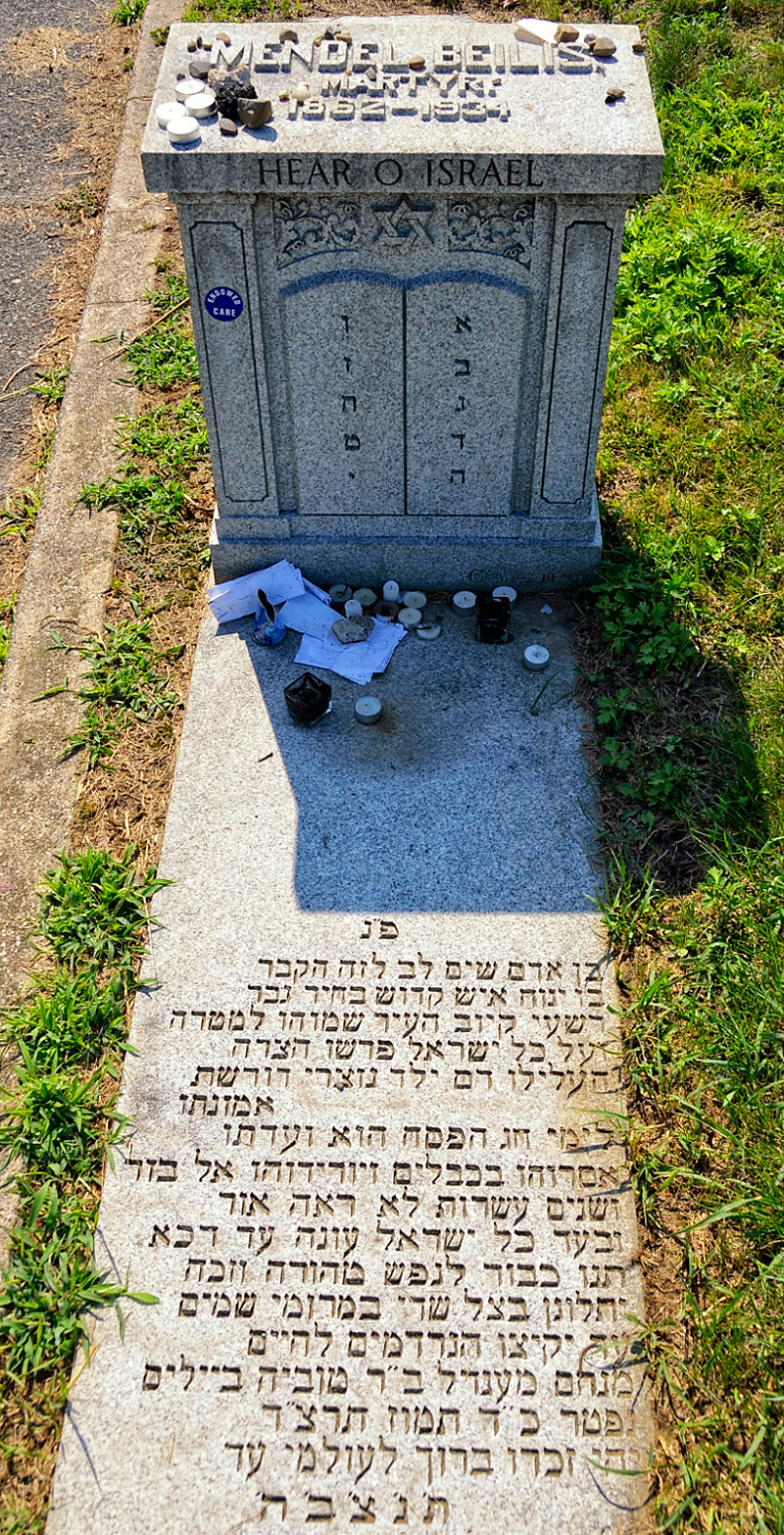
Tombe de Beilis, cimetière du Mont Carmel dans le quartier de Glendale, Queens, New York (États-Unis)

Après son acquittement, Beilis quitte la Russie avec sa famille pour se rendre en Palestine alors province de l'Empire ottoman. En 1920, sa situation financière étant désespérée, il s'installe aux États-Unis où il s'essaye comme imprimeur puis vendeur d'assurances sans beaucoup de succès. 
Il meurt à New York en 1934. Il sera enterré deux jours plus tard dans le même cimetière que celui où repose Leo Frank, accompagné de milliers de personnes venues lui rendre hommage.

## Influence et controverse
Bernard Malamud écrit un roman L'Homme de Kiev (en anglais : The Fixer) sur ces événements en 1966 mais la famille de Beilis lui reproche d'y avoir présenté Menahem et son épouse Esther de façon mensongère et humiliante,. B. Malamud lui répond que son livre « ne cherche pas à dépeindre Mendel Beilis ou sa femme » et, qu'effectivement, ils ne ressemblent pas aux héros de son livre. Néanmoins, la confusion entre la personne (Beilis) et le personnage (Yakov Bok) se fait dans les esprits, notamment à la fin du XXe siècle, après que le cinéaste américain John Frankenheimer tourne en 1968 le film L'Homme de Kiev, tiré de l'ouvrage de B. Malamud, avec entre autres Alan Bates et Dirk Bogarde.